# Perence Shiri
Perence Shiri (Gwelo, 11 gennaio 1955 – Harare, 29 luglio 2020) è stato un politico e generale zimbabwese.

## Biografia
Cugino di Robert Mugabe, divenne comandante dell'aeronautica militare dello Zimbabwe.
Fu Ministro dell'Agricoltura dal dicembre 2017 fino alla morte, avvenuta nel luglio del 2020 per le complicazioni del COVID-19 all'età di 65 anni.